# (I Can't Make It) Another Day
"(I Can't Make It) Another Day" là ca khúc của nghệ sĩ thu âm người Mỹ, Michael Jackson, phát hành trong album Michael.